# قهرمانی وزنه‌برداری جهان ۱۹۵۱
قهرمانی وزنه‌برداری جهان ۱۹۵۱ بیست و نهمین دوره از رقابت‌های قهرمانی جهان می‌باشد که از ۲۶ تا ۲۸ اکتبر ۱۹۵۱ در میلان، ایتالیا برگزار گردید. در این دوره ۶۲ ورزشکار مرد از ۱۴ کشور رقابت کردند.

## خلاصه مدال‌ها
| رویداد               | طلا                                   | طلا      | نقره                                 | نقره     | برنز                          | برنز     |
| خروس‌وزن ۵۶ ک‌گ        | محمود نامجوی · ایران                  | ۳۱۷٫۵ ک‌گ | علی میرزایی · ایران                  | ۳۰۵٫۰ ک‌گ | Kamal Mahgoub · مصر           | ۲۹۲٫۵ ک‌گ |
| پر وزن ۶۰ ک‌گ         | Said Khalifa Gouda · مصر              | ۳۱۰٫۰ ک‌گ | Johan Runge · دانمارک                | ۳۱۰٫۰ ک‌گ | Julian Creus · بریتانیای کبیر | ۳۰۲٫۵ ک‌گ |
| سبک‌وزن ۶۷٫۵ ک‌گ       | ابراهیم شمس · مصر                     | ۳۴۲٫۵ ک‌گ | Joe Pitman · ایالات متحده آمریکا     | ۳۳۷٫۵ ک‌گ | امیرحسن فردوس · ایران         | ۳۲۷٫۵ ک‌گ |
| میان‌وزن ۷۵ ک‌گ        | پیت جورج · ایالات متحده آمریکا        | ۳۹۵٫۰ ک‌گ | Dave Sheppard · ایالات متحده آمریکا  | ۳۹۵٫۰ ک‌گ | خضر التونی · مصر              | ۳۸۷٫۵ ک‌گ |
| سنگین‌وزن سبک ۸۲٫۵ ک‌گ | استنلی استانچیک · ایالات متحده آمریکا | ۴۰۲٫۵ ک‌گ | ژان دوبوف · فرانسه                   | ۳۹۲٫۵ ک‌گ | محمدحسن رهنوردی · ایران       | ۳۸۷٫۵ ک‌گ |
| میان سنگین‌وزن ۹۰ ک‌گ  | نوربرت شمانسکی · ایالات متحده آمریکا  | ۴۲۷٫۵ ک‌گ | Mohamed Ibrahim Saleh · مصر          | ۳۹۵٫۰ ک‌گ | فیروز پژهان · ایران           | ۳۷۰٫۰ ک‌گ |
| سنگین‌وزن ۹۰+ ک‌گ      | جان دیویس · ایالات متحده آمریکا       | ۴۳۲٫۵ ک‌گ | James Bradford · ایالات متحده آمریکا | ۴۲۷٫۵ ک‌گ | Mohamed Geisa · مصر           | ۴۰۷٫۵ ک‌گ |

## جدول مدال‌ها
| رتبه           | کشور                | طلا | نقره | برنز | مجموع |
| -------------- | ------------------- | --- | ---- | ---- | ----- |
| ۱              | ایالات متحده آمریکا | ۴   | ۳    | ۰    | ۷     |
| ۲              | مصر                 | ۲   | ۱    | ۳    | ۶     |
| ۳              | ایران               | ۱   | ۱    | ۳    | ۵     |
| ۴              | دانمارک             | ۰   | ۱    | ۰    | ۱     |
| ۴              | فرانسه              | ۰   | ۱    | ۰    | ۱     |
| ۶              | بریتانیای کبیر      | ۰   | ۰    | ۱    | ۱     |
| مجموع (۶ کشور) | مجموع (۶ کشور)      | ۷   | ۷    | ۷    | ۲۱    |